# II Менделеевский съезд
II Менделеевский съезд — прошёл с 21 по 28 декабря 1911 года в Санкт-Петербурге. Посвящён вопросам общей химии и физики, химической технологии

## Руководство, тематика, участники
Председатель распорядительного комитета — И. И. Боргман; товарищ председателя — А. Е. Фаворский. В первый день, сразу после открытия, И. П. Осипов сделал доклад о научной деятельность скончавшегося 30 ноября (13 декабря) почётного председателя комитета съезда Николая Николаевича Бекетова. 
В докладах съезда были затронуты разделы —
- Химии:
  - 1) Общая химия (неорганическая, органическая, аналитическая);
  - 2) Методы химического анализа);
  - 3) Топливо, нефть;
  - 4) Химия металлургических процессов, металлография;
  - 5) Электрометаллургия, прикладная электрохимия;
  - 6) Химия силикатов (цемент, стекло, керамика);
  - 7) Биохимия (гигиена, фармакологическая химия, судебная химия, химия пищевых веществ);
  - 8) Агрохимия.
- Физики:
  - 1) Общая физика;
  - 2) Геофизика и астрофизика;
  - 3) Техническая физика, телаграфия без проводов, аэродинамика;
- Педагогические методы физики и химии.

Первое общее собрание съезда состоялось 21 декабря 1911 года под председательством Н. А. Умова (товарищи председателя: Г. А. Тамман, Н. Д. Зелинский, Д. А. Гольдгаммер, А. П. Грузинцев; секретари: Л. В. Писаржевский и А. Р. Колли). Были сделаны следующие доклады: упомянутый — И. П. Осипова и Н. А. Умова — «Характерные черты и задачи современной естественнонаучной мысли».
24 декабря. Секция химии и физики, общее заседание — утренняя часть (председатель И. А. Каблуков): Г. А. Тамман «Определение молекулярного веса кристаллических веществ», Н. Д. Зелинский «О явлениях абсорбции ультрафиолетовых колебаний радиоактивными веществами и продуктами их распада», В. И Романов «Абсорбция электромагнитных волн в алкоголях», В. А. Бордовский «О радиоактивности»; вечерняя часть (председатель П. И. Петренко-Критченко): А. Р. Колли «О фотохимическом действии электромагнитных волн в смеси бензола и толуола», А. Ф. Иоффе «О фотоэлектрических явлениях», И. С. Плотников «Основы фотохимии», П. П. Лазарев «Об основных законах фотохимии».
27 декабря. Секция химии и физики, общее заседание (председатель И. П. Осипов): Р. Ф. Холлман «К термодинамике растворов», П. П. Лазарев «Диффузия и её роль в биологических процессах», А. Ф. Иоффе «Энтропия и время», В. А. Кистяковский «К теории восстановительных и окислительных цепей».
28 декабря. Заключительное общее собрание съезда (председатель Н. А. Умов): П. И. Вальден «О развитии химии в России», Д. А. Гольдгаммер «Время, пространство, эфир».
Секция химии. Председатели: А. Е. Фаворский (заведующий секцией), Н. Д. Зелинский, Г. А. Тамман, Н. Я. Демьянов, И. П. Осипов, С. Н. Реформатский, В. Ф. Тимофеев. И. И. Бевад; секретари: С. С. Намёткин, Н. А. Прилежаев, В. А. Бородовский, В. К. Канчев, А. М. Герценштейн, И. О. Годлевский; делопроизводитель В. Н. Ипатьев. Председатель Секции методов преподавания химии был О. Д. Хвольсон.
Секция биохимии. Председатель — Д. Н. Прянишников, затем — Ф. Н. Крашенинников, заведующий секцией В. И. Палладин. Важное сообщение сделал Михаил Семёнович Цвет — «Современное состояние химии хлорофилла».
Секция гигиены. Выступили с докладами Г. В. Хлопин (заведующий секцией), Л. М. Горовиц и другие.
Секция астрономической химии. Заведующий П. С. Коссович. Председатели: П. Ф. Бараков, К. Д. Глинка, С. А. Богушевский, А. И. Душечкин и В. В. Курилов. Сдокладами выступили: Д. Н. Прянишников, К. К. Гедройц, А. Г. Дояренко, В. П. Кочетков и другие. На заседании подотдела астрофизики с докладом «Эволюция миров с современной астрофизической и геофизической точек зрения» выступил Н. А. Морозов.
Во время съезда работала выставка физических приборов для демонстраций и физических исследований, были представлены учебники. «На выставке было много интересных приборов, сконструированных русскими исследователями, например: прибор А. Е. Порай-Кошица и Ю. И. Аушкапа для спектрометрического определения красителей на волокнах; приборы Б. Б. Голицына по сейсмологии; люминоскоп М. С. Цвета для измерений флуоресценции и опалесценции и др.».
Во время съезда был открыт организованный РФХО Кабинет-музей Д. И. Менделеева (СПбГУ).
На восьми заседаниях секции химии слушалось 84 доклада (51 докладчик); на четырёх заседаниях секции биохимии и биофизики — 11 докладов; на трёх заседаниях секции гигиены — 11; на двенадцати заседаниях секции общей физики — 44; на семи заседаниях секции геофизики — 23; на трёх заседаниях секции астрофизики — 12; на четырёх заседаниях секции телеграфии без проводов — 3 доклада; на заседании секции технической физики — 3 доклада; на двух заседаниях секции аэродинамики — 4 доклада; на семи заседаниях секции преподавания физики и химии — 7 докладов; на семи заседаниях секции агрохимии — 24 доклада.
В работе II Менделеевского съезда участвовало 1700 делегатов, было сделано 266 докладов.